# Pennella balaenopterae
Pennella balaenopterae är en kräftdjursart som beskrevs av Johan Koren och Daniel Cornelius Danielssen 1877. Pennella balaenopterae ingår i släktet Pennella och familjen Pennellidae. Inga underarter finns listade i Catalogue of Life.